# US Jeanne d'Arc Carquefou Basket
El US Jeanne d'Arc Carquefou Basket es un equipo de baloncesto francés con sede en la ciudad de Carquefou, que compite en categorías regionales. Disputa sus partidos en el Complexe Sportif Jean Gauvrit.

## Posiciones en liga
- 2014 - (1-NM3)
- 2015 - (14-NM2)

## Palmarés
- Primero Grupo E NM3 - 2014